# 7201 Kuritariku
7201 Kuritariku este un asteroid din centura principală de asteroizi.

## Descriere
7201 Kuritariku este un asteroid din centura principală de asteroizi. A fost descoperit pe 25 octombrie 1994 la Kiyosato de Satoru Ōtomo. Asteroidul prezintă o orbită caracterizată de o semiaxă mare de 2,35 ua, o excentricitate de 0,11 și o înclinație de 7,7° în raport cu ecliptica.